# روب بوردي
روب بوردي (بالإنجليزية: Rob Purdie)‏ هو لاعب كرة قدم بريطاني في مركز الوسط، ولد في 28 سبتمبر 1982 في ليستر في المملكة المتحدة. شارك مع منتخب إنجلترا لكرة القدم C ‏. أما مع النوادي، فقد لعب مع أولدهام أثلتيك وشروزبري تاون وليستر سيتي ونادي تاموورث ونادي دارلنجتون ونادي هيرفورد.

## وصلات خارجية
- روب بوردي على موقع قاعدة بيانات كرة القدم.إي يو (الإنجليزية)
- روب بوردي على موقع Soccerbase.com (لاعب) (الإنجليزية)